# ISS-Expeditie 9
ISS Expeditie 9 was de negende missie naar het Internationaal ruimtestation ISS. De missie begon op 21 april 2004. Er werden vier ruimtewandelingen uitgevoerd door de bemanning. 
André Kuipers was ook aan boord van het Sojoez TMA-4 ruimteschip. Hij ging na ruim een week terug met de bemanning van ISS Expeditie 8 met het Sojoez TMA-3 ruimteschip. Deze Delta-missie van Kuipers was onderdeel van een afspraak tussen de ESA en RSA.

## Bemanning
| Positie           | Ruimtevaarder                        |                                      |
| ----------------- | ------------------------------------ | ------------------------------------ |
| Bevelhebber       | Gennady Padalka, RSA 2e ruimtevlucht | Gennady Padalka, RSA 2e ruimtevlucht |
| Flight Engineer 1 | Michael Fincke, NASA 1e ruimtevlucht | Michael Fincke, NASA 1e ruimtevlucht |